# Genesis of 2PM
Genesis of 2PM è un album in studio della boy band sudcoreana 2PM, pubblicato nel 2014. Il disco fa parte della discografia giapponese del gruppo.

## Tracce
1. GENESIS – 1:10
2. GIVE ME LOVE – 3:59
3. Merry-go-round – 3:45
4. Winter Games – 3:25
5. 永遠～Lasting heart～ – 3:21
6. Step by Step – 3:26
7. Falling in love – 3:38
8. BEAT OF LOVE – 3:38
9. Only Girl – 4:26
10. I Want You – 3:46
11. Stay Here – 3:23
12. NEXT Generation – 4:28
13. Beautiful Day – 3:50